# Giorgio Tosatti
Giorgio Tosatti (Genova, 18 dicembre 1937 – Pavia, 28 febbraio 2007) è stato un giornalista, opinionista e commentatore sportivo italiano.

## Biografia
Il padre Renato Tosatti, giornalista, morì il 4 maggio 1949 all'età di 40 anni nella sciagura aerea di Superga, nella quale perì la squadra del Grande Torino. Giorgio Tosatti, da giovane tifoso genoano divenne poi in seguito più pacato ed imparziale quando iniziò la carriera giornalistica al quotidiano sportivo torinese Tuttosport. Il direttore, Antonio Ghirelli, lo portò con sé nel 1965 al Corriere dello Sport, di cui divenne caporedattore alla giovane età di 28 anni. Afflitto da una cardiopatia dilatativa, ritardò il necessario intervento chirurgico a un momento successivo la fine della carriera professionale.
Nel 1972 Ghirelli lasciò il Corriere dello Sport. Dopo quattro anni interlocutori con Mario Gismondi, nel 1976 la guida del giornale fu affidata a Tosatti. L'anno successivo l'editore acquistò il bolognese Stadio e dispose la fusione delle due testate: l'11 settembre 1977 nacque l'attuale «Corriere dello Sport-Stadio». Con Tosatti il quotidiano sportivo romano ottenne il primato delle copie vendute in un solo giorno da un quotidiano italiano: 1.696.966, dopo la vittoria della Nazionale italiana al Campionato mondiale di calcio 1982. Fu sua l'idea per il titolo Eroici, stampato in prima pagina per celebrare il trionfo italiano.
Nell'arco della sua lunga carriera collaborò anche come opinionista sia con la rete televisiva Rai (conducendo, tra l'altro, La Domenica Sportiva dal 1997 al 2002 e nell'edizione 2005-2006, 90º minuto dal 2002 al 2005) sia con Fininvest/Mediaset (dal 1990 al 1997 fu l'opinionista di punta del programma Pressing, andato in onda su Italia 1, condotto prima da Marino Bartoletti e poi da Raimondo Vianello). Dal 2001 al 2003 ha partecipato come opinionista per l'emittente  satellitare Stream alla trasmissione Calcio d'autore condotta da Giovanni Lacagnina. Fu inoltre, editorialista per importanti quotidiani italiani, tra cui il Giornale, il Guerin Sportivo e il Corriere della Sera, dove teneva una rubrica fissa nella prima pagina sportiva del lunedì, poi abbandonata nel 2006 per via dell'aggravarsi delle sue condizioni di salute e in concomitanza con l'inizio dello scandalo del calcio italiano 2006. Nel 2004, iniziò la collaborazione con Candido Cannavò e Italo Cucci per la campagna pubblicitaria Impossible is nothing di Adidas, che ha portato a realizzare 15 centri sportivi nelle aree disagiate di altrettante città italiane.
Nel 1996 curò l'almanacco calcistico 50 anni che fecero grande il pallone e fu presidente dell'Unione stampa sportiva italiana. Appassionato giocatore di poker (per il quale si veda il volume di Cesare Lanza), scrisse il libro Tu chiamale se vuoi, emozioni. Uomini e sfide in 40 anni di sport (Milano, Mondadori, 2005). Nel 2006 il suo nome fu coinvolto in alcune intercettazioni telefoniche legate allo scandalo del calcio del 2006, ma, a differenza di altri giornalisti coinvolti, non fu aperta nessuna inchiesta dalla magistratura né Tosatti fu sanzionato dall'Ordine dei giornalisti, non essendovi ravvisabile alcun profilo di responsabilità.
Svolse attività di consulenza aziendale collaborando con diverse società, tra cui «Webegg» di Gianroberto Casaleggio. Nel 2006, a quasi 70 anni di età, decise di sottoporsi all'intervento chirurgico al cuore sempre rimandato. L'11 ottobre fu sottoposto al trapianto cardiaco, ma non si riprese mai completamente. Il 28 febbraio 2007 Giorgio Tosatti morì nell'ospedale San Matteo a Pavia dopo un aggravamento delle sue condizioni. La mattina del 3 marzo fu celebrato il funerale nella basilica di Santa Maria degli Angeli e dei Martiri, in piazza della Repubblica a Roma. Dopo la cremazione al cimitero Flaminio le ceneri furono consegnate alla famiglia.
Tosatti è stato l'unico giornalista sportivo italiano in possesso del patentino di Direttore Tecnico all'interno del Settore Tecnico della FIGC.

## Riconoscimenti
Giorgio Tosatti è stato il primo giornalista a ricevere il titolo di Direttore tecnico al Centro tecnico federale di Coverciano.

## Televisione
- Pressing (Italia 1, 1990-1997)
- La Domenica Sportiva (Rai 3, 1997-1998; Rai 2, 1998-2002, 2005-2006)
- 90º minuto (Rai 1, 2002-2005)

## Opere
- Il Grande Torino, (1999) Reverdito Editore
- Tu chiamale se vuoi emozioni. Uomini e sfide in 40 anni di sport, (2005) Arnoldo Mondadori Editore
- Se questo è sport. Campioni, vittorie e sconfitte degli ultimi 20 anni di calcio e dintorni, (2008) Arnoldo Mondadori Editore